# Гришко, Павел Саввович
Павел Саввович Гришко (1916—1944) — лейтенант Рабоче-крестьянской Красной Армии, участник Великой Отечественной войны, Герой Советского Союза (1945).

## Биография
Павел Гришко родился 22 декабря 1916 года в селе Небелевка (ныне — в Кировоградской области Украины) в крестьянской семье. Окончил неполную среднюю школу. В 1936 году Гришко был призван на службу в Рабоче-крестьянскую Красную Армию. В 1938 году он окончил Гайсинское пехотное училище. Участвовал в польском походе и советско-финской войне. С начала Великой Отечественной войны — на её фронтах. Участвовал в пограничных боях в Молдавской ССР. В одном из боёв был ранен и взят в плен. Совершил побег из лагеря для военнопленных, ушёл в партизанский отряд. Принимал активное участие в партизанском движении. С приходом советских войск Гришко вернулся в действующую армию. Участвовал в освобождении Румынии. К декабрю 1944 года гвардии лейтенант Павел Гришко командовал взводом 81-го гвардейского стрелкового полка 25-й гвардейской стрелковой дивизии 7-й гвардейской армии 2-го Украинского фронта. Отличился во время освобождения Венгрии.
14 декабря 1944 года советские войск подошли к посёлку Алаг (ныне — в черте города Дунакеси), который прикрывал подступы к Будапешту. Противник создал здесь глубоко эшелонированную оборону. Заменив собой раненого командира роты, Гришко поднял роту в атаку и ворвался в посёлок, завязав уличные бои. Немецкие войска предприняли контратаку танковыми и пехотными силами. В ходе боя Гришко вступил в единоборство с вражеским танком, уничтожив весь его экипаж и десант на броне. Всего же в том бою рота уничтожила около 50 вражеских солдат и офицеров, подожгла бронетранспортёр. Когда появился второй танк с десантом на броне, Гришко со связкой противотанковых гранат бросился к нему и подорвал его, погибнув при этом сам. Похоронен в братской могиле в Алаге.
Указом Президиума Верховного Совета СССР от 28 апреля 1945 года за «образцовое выполнение боевых заданий командования на фронте борьбы с немецкими захватчиками и проявленные при этом исключительный героизм и самопожертвование» гвардии лейтенант Павел Гришко посмертно был удостоен высокого звания Героя Советского Союза. Также посмертно был награждён орденом Ленина.
Навечно зачислен в списки личного состава воинской части. В честь Гришко названа школа в Небелевке, там же установлен его бюст.